# Zuzanna Bartoszek
Zuzanna Bartoszek (ur. 1993 w Poznaniu) – polska poetka i artystka wizualna.

## Życiorys
Autorka tomów poetyckich: Niebieski dwór (Disastra Publishing, 2016) oraz Klucz wisi na słońcu (WBPiCAK, 2021), za który była nominowana do Nagrody im. Wisławy Szymborskiej 2022. Publikowała m.in. w „dwutygodniku”, „Czasie Kultury”, „Fabulariach”, „Lampie”, „Małym Formacie” i „Wizjach”.
W filmie fabularnym z 2017 Serce miłości (reż. Łukasz Ronduda) jej postać zagrała Justyna Wasilewska, a muzyka, poetę i twórcę filmów animowanych Wojtka Bąkowskiego – Jacek Poniedziałek. 
Swoje prace artystyczne wystawiała m.in. w Muzeum Sztuki Nowoczesnej w Warszawie, Cell Project Space w Londynie, Kunsthalle w Zurychu oraz w Kevin Space w Wiedniu. 
Laureatka Nagrody Fundacji Sztuki Polskiej ING 2021 za wystawę indywidualną Spacer z nożem w Galerii Stereo. 
Mieszka i pracuje w Warszawie.